# Ctenomys pearsoni
Ctenomys pearsoni is een zoogdier uit de familie van de kamratten (Ctenomyidae). De wetenschappelijke naam van de soort werd voor het eerst geldig gepubliceerd door Lessa & Langguth in 1983.

## Voorkomen
De soort komt voor in Argentinië en Uruguay.